# إميل غريفيث
إميل غريفيث (بالإنجليزية: Emile Griffith) كان ملاكم أمريكي سابق صنّف ضمن فئة الوزن المتوسط.

## إحصائيات
خاض خلال مسيرته 112 نزالا، فاز في 85 وتعادل في 2 وخسر في 24. فاز بالضربة القاضية في 23 نزالا.

## روابط خارجية
- إميل غريفيث على موقع IMDb (الإنجليزية)
- إميل غريفيث على موقع الموسوعة البريطانية (الإنجليزية)
- إميل غريفيث على موقع قاعدة بيانات الفيلم (الإنجليزية)
- إميل غريفيث على موقع بوكس ريك (الإنجليزية) (registration required)